# Wilhelm von Zedlitz-Neukirch (Politiker, 1811)
Otto Friedrich Wilhelm Conrad Freiherr von Zedlitz und Neukirch (* 30. September 1811 in Neukirch, Landkreis Goldberg, Provinz Schlesien; † 25. November 1880 ebenda) war ein deutscher Rittergutsbesitzer und Politiker.

## Leben
Seine Eltern waren der königlich-preußische Geheime Regierungsrat Wilhelm von Zedlitz-Neukirch (* 19. Januar 1786; † 30. Januar 1862) und dessen Ehefrau Molly von Kameke (* 11. November 1788; † 9. April 1860). Constantin von Zedlitz-Neukirch und Theodor von Zedlitz-Neukirch waren seine Brüder.
Von Zedlitz und Neukirch, der evangelischer Konfession war, heiratete am 16. März 1835 in Pischkowitz in erster Ehe Luise Freiin von Falkenhausen-Trautskirchen die Tochter des Friedrich Freiherr von Falkenhausen-Trautskirchen. Am 26. Februar 1842 heiratete er in Nieder-Großen-Bohrau in zweiter Ehe Bertha Clothilde Dorothea Wilhelmine von Unruh aus dem Hause Nieder-Großen-Bohrau, die Tochter des Landrats und Justizrats Georg von Unruh. Am 25. November 1858 heiratete er in Schollwitz in dritter Ehe Christiane Johanne Charlotte Luise Elisabeth Freiin von Seherr-Thoß, die Tochter des Ernst Friedrich Eduard Ludwig Freiherr von Seherr-Thoß auf Schollwitz und Simsdorf. Aus der zweiten Ehe ging der Sohn Wilhelm Ernst von Zedlitz-Neukirch hervor.
Von Zedlitz und Neukirch leistete Militärdienst und schied als Oberstleutnant à la suite aus der Preußischen Armee aus. Er war Herr auf Neukirch und Herrmannswaldau. 1850 bis 1865 war er Landesältester der Fürstentümer Schweidnitz und Jauer. 1865 bis 1874 war er Landschaftsdirektor der Fürstentümer Schweidnitz und Jauer.
1853 bis 1853 war er gewähltes Mitglied der Ersten Preußischen Kammer. 1854 bis 1876 gehörte er dem Preußischen Herrenhaus auf Präsentation des Landschaftsbezirks Fürstentum Schweidnitz an. 1850 war er Mitglied im Volkshaus des Erfurter Unionsparlaments.